# Asuka Langley Soryu
Asuka Langley Soryu (jap. 惣流・アスカ・ラングレー Sōryū Asuka Rangurē) jest fikcyjną postacią z serii Neon Genesis Evangelion. W ramach serii zostaje wyznaczona jako „drugie dziecko” i pilot Jednostki 02. Jej nazwisko zostało zromanizowane jako Soryu w mandze i Sohryu w serialu, filmie oraz na stronie internetowej Gainax. Yūko Miyamura podkłada głos Asuki po japońsku we wszystkich produkcjach z serii. W filmach Rebuild of Evangelion jej japońskie nazwisko zostało zmienione na Shikinami (jap. 式波).
W ankiecie Newtype z marca 2010 r. Asuka została wybrana jako trzecia najpopularniejsza kobieca postać z anime z lat dziewięćdziesiątych.

## Koncepcja
Nazwisko pochodzi od japońskiego lotniskowca „Sōryū” z II Wojny Światowej (inny zapis w kanji), amerykańskiego lotniskowca z czasów II Wojny Światowej Langley, oraz od japońskiego niszczyciela II wojny światowej Shikinami (seria Rebuild of Evangelion). Imię pochodzi od Asuki Saki (砂 姫 明日香, Saki Asuka), głównej bohaterki mangi Super Girl Asuka (jap. 超少女明日香 Chō Shōjo Asuka), napisanej przez Shinjiego Wadę.
Projektant postaci Yoshiyuki Sadamoto wyjaśnił, że „najpierw zaprojektował dziewczynę w stylu Asuki jako główną bohaterkę”, ale czuł, że może być zbyt podobna do postaci z poprzednich anime, nad którym pracował z Anno, takich jak Gunbuster i Nadia. Zasugerował Anno, aby zmienili główną postać na chłopca, co byłoby bardziej zgodne z konwencją gatunku mecha.
Kiedy Sadamoto i Anno projektowali tę serię, Sadamoto uznał, że Asuka zajmowałaby pozycję „idola” w świecie Evy. Opisał także swoje przekonanie, że relacja między Asuką i Shinjim będzie podobna do relacji między Jeanem i Nadią we wcześniejszej Nadii. Osobowość Asuki, podobnie jak i innych postaci, została zaprojektowana tak, aby można ją było zrozumieć na pierwszy rzut oka.

## W mediach

### W serialu telewizyjnymNeon Genesis Evangelion
Asuka po raz pierwszy została wprowadzona do serii w odcinku 8; wraz z nadejściem Jednostki 02 i Asuki i z walką Shinjiego z aniołem Gaghielem, Asuka jest pokazana jako osoba utrzymująca wysoki współczynnik synchronizacji i posiadająca wyjątkowe umiejętności jako pilot Evy, jest również bardzo agresywna i pewna siebie w walce. Po pierwszej porażce w bitwie z Zeruelem pewność siebie Asuki (oraz jej współczynnik synchrozy i skuteczność jako pilota) zaczyna słabnąć. Dochodzi to do kulminacji w odcinku 22, kiedy pojawia się Arael, a Asuka, obciążona coraz słabszymi wynikami w testach synchronizacyjnych, jest wściekła, ponieważ otrzymała polecenia, by służyć jako wsparcie dla Rei. Przeciwstawia się rozkazom i próbuje zaatakować sama anioła, ale jest przytłoczona jego psychicznym atakiem, który zmusza ją do ponownego przeżycia bolesnych wspomnień i skutkuje psychicznym załamaniem. Asuka staje się niezdolna do pilotowania Jednostki 02, a ponieważ to jest sens jej życia, dziewczyna traci wolę życia i spędza większość ostatnich odcinków serialu telewizyjnego w szpitalnym łóżku w stanie katatonii. Asuka urodziła się w Niemczech jako córka nieznanego ojca i matki japońsko-niemieckiego pochodzenia.

### Air/Magokoro o, kimi ni
W Air/Magokoro o, kimi ni, gdy japońskie strategiczne siły samoobrony atakują NERV, Asuka zostaje umieszczona w Jednostce 02, która jest zanurzona w jeziorze w Geofroncie, dla jej ochrony. Kiedy jest bombardowana przez ładunki głębinowe, Asuka oświadcza, że nie chce umrzeć, i w chwili jasności uświadamia sobie, że dusza jej matki znajduje się w Evie i chroni ją przez cały czas. Dziewczyna odzyskuje swoją tożsamość, wynurza się i pokonuje JSSDF, zanim natyka się na masowo produkowane Evy. Chociaż skutecznie unieszkodliwia wszystkich dziewięciu przeciwników, moc Jednostki 02 wyczerpuje się, a nieskończona moc silników S² w masowo produkowanych Evach (które to silniki pozwalają im zachować funkcjonalność pomimo poważnego uszkodzenia lub okaleczenia) w końcu pozwala im wypatroszyć i zniszczyć jednostkę 02 używając ich repliki Włóczni Longinusa. Shinji następnie przygotowuje się do rozpoczęcia Trzeciego Uderzenia w nieokreślonej scenie, konfrontuje się z Asuką, która kłóci się z nim i odrzuca jego prośby o pomoc – w tym momencie zaczyna ją udusić, a Trzecie uderzenie/ Projekt Dopełnienia Ludzkości zaczyna się. Po tym, jak Shinji odrzuca Instrumentalność, Asuka pojawia się obok Shinjiego w końcowej scenie filmu, a jej obrażenia doznane w walce z masowo produkowanymi Evami są pokryte bandażami. Przygnębiony Shinji zaczyna dusić pozornie śpiącą Asukę, póki ta nie głaska go po twarzy. Następnie mówi jedną ze swoich najbardziej znanych kwestii: „Kimochi warui” („Czuję się chora” lub „Jakie obrzydliwe”) zimnym głosem.

### W serii filmówRebuild of Evangelion
Podczas czterofilmowego remake’u serialu Asuka po raz pierwszy pojawia się w drugim filmie Evangelion: 2.0 You Can (Not) Advance. Wprowadzono kilka zmian w jej postaci, na przykład zmianę jej imienia z Sōryū (jap. 惣流) do Shikinami (jap. 式波), kontynuując konwencję nazewnictwa postaci po japońskich statkach wojennych, a zamiast dyplomu ukończenia studiów wyższych, posiada stopień kapitana w europejskim lotnictwie, jako pilot myśliwca. Asuka Shikinami nie podziela pediofobii Soryu i nie jest tak samo zauroczona Kajim, ignorując zaproszenia na wyjazd z nim, dopóki Misato nie zmusza jej do tego. Ponadto to ona, a nie Toji, jest pilotem testowym dla Jednostki 03 przed opętaniem jej przez Anioła. W trzecim filmie nosi przepaskę na oko.

### W innych mediach
Asuka pojawia się również w wielu mangach opartych na anime, w tym Neon Genesis Evangelion autorstwa Yoshiyuki Sadamoto. Wydarzenia z mangi są odbiciem wydarzeń z anime, z pewnymi rozbieżnościami. Asuka pojawia się jako główna bohaterka serii i jest przedstawiana zazwyczaj tak, jak jej odpowiednik w anime. Asuka pojawia się w różnych innych mangach, takich jak Shinji Ikari Raising Project i Neon Genesis Evangelion: Campus Apocalypse z różnymi zmianami w jej osobowości i charakterystyce.
Asuka występuje także w różnych grach wideo wraz z innymi postaciami Evangeliona, takich jak Neon Genesis Evangelion na Nintendo 64, a także w popularnej crossoverowej serii gier Super Robot Wars.

## Odbiór krytyków
Scena walki Asuki przeciwko masowo produkowanym Evom w Air/Magokoro o, kimi ni została szczególnie dobrze przyjęta przez krytyków, którzy czuli, że jest to jej ostateczny moment, ponieważ poza tym momentem pozostaje ona statyczna w większości filmu.”